# Holtålen
Holtålen es un municipio de la provincia de Trøndelag, en Noruega. La capital municipal es el pueblo de Ålen. Otros pueblos en el municipio son Hessdalen, Aunegrenda, Haltdalen y Renbygda.
A 1 de enero de 2015 tiene 2014 habitantes.
El nombre del municipio era en nórdico antiguo Holtdalr, que es un compuesto del río Holda y la palabra dalr ("valle"), significando "valle del Holda". En torno a 1400 fue sustituido por Holtáll, pudiendo significar áll tanto "barranco" como "zanja de aguas". El municipio fue creado en 1838 como formannskapsdistrikt, inicialmente bajo el nombre Holtaalen. En 1841 se separó de Holtaalen el municipio de Singsås y en 1855 el de Ålen. La ortografía del municipio pasó a ser Holtålen en 1921, pero en 1937 adoptó el nombre del pueblo de Haltdalen. En 1972 se creó el actual municipio de Holtålen mediante la fusión de Ålen y Haltdalen. En 1989 incorporó a su término unas tierras despobladas que hasta entonces pertenecían a Røros.
Se ubica unos 50 km al sureste de Trondheim y por su término pasa la carretera 30. Pertenece al distrito tradicional del Gauldal.